# División de Honor 1976-1977 (hockey su pista)
La División de Honor 1976-1977 è stata l'8ª edizione del torneo di primo livello del campionato spagnolo di hockey su pista. La competizione è iniziata il 2 ottobre 1976 e si è conclusa il 3 aprile 1977. Il torneo è stato vinto dal Barcellona per la seconda volta nella sua storia.

## Stagione

### Novità
A prendere il testimone del CP Claret e del Cerdanyola retrocesse dopo la stagione regolare in Primera Division vi furono, vincendo il campionato cadetto, il Vendrell e il Montemar.

### Formula
La División de Honor 1976-1977 vide ai nastri di partenza quattordici club; la manifestazione fu organizzata con un girone all'italiana, con gare di andata e ritorno per un totale di 26 giornate: erano assegnati 2 punti per l'incontro vinto e un punto a testa per l'incontro pareggiato, mentre non ne era attribuito alcuno per la sconfitta. Al termine del campionato la squadra prima classificata venne proclamata campione di Spagna mentre la tredicesima e la quattordicesima retrocedettero direttamente in Primera Division, il secondo livello del campionato. L'undicesima e la dodicesima classificata disputarono un play-out con la terza e la quarta squadra classificata della Primera Division.

## Squadre partecipanti
| Club           | Stagione | Città                    | Stadio          | Stagione precedente                    |
| -------------- | -------- | ------------------------ | --------------- | -------------------------------------- |
| Arenys de Munt | dettagli | Arenys de Munt           |                 | 5º posto in División de Honor          |
| Barcellona     | dettagli | Barcellona               | Palau Blaugrana | 3º posto in División de Honor          |
| Caldes         |          | Caldes de Montbui        |                 | 7º posto in División de Honor          |
| Cibeles        | dettagli | Oviedo                   |                 | 11º posto in División de Honor         |
| Mieres         |          | Mieres                   |                 | 10º posto in División de Honor         |
| Montemar       |          | Alicante                 |                 | 2º posto in Primera División, promosso |
| Noia           | dettagli | Sant Sadurní d'Anoia     |                 | 9º posto in División de Honor          |
| Reus Deportiu  | dettagli | Reus                     |                 | 4º posto in División de Honor          |
| Sentmenat      | dettagli | Sentmenat                |                 | 6º posto in División de Honor          |
| Terrassa       |          | Terrassa                 |                 | 12º posto in División de Honor         |
| Vendrell       | dettagli | El Vendrell              |                 | 1º posto in Primera División, promosso |
| Vic            | dettagli | Vic                      |                 | 8º posto in División de Honor          |
| Vilanova       | dettagli | Vilanova i la Geltrú     |                 | 2º posto in División de Honor          |
| Voltregà       | dettagli | Sant Hipòlit de Voltregà |                 | 1º posto in División de Honor          |

## Classifica finale
|                   | Pos. | Squadra        | Pt | G  | V  | N | P  | GF  | GS  | DR   |
| ----------------- | ---- | -------------- | -- | -- | -- | - | -- | --- | --- | ---- |
| Spagna (bandiera) | 1.   | Barcellona     | 42 | 26 | 18 | 6 | 2  | 144 | 69  | +75  |
|                   | 2.   | Reus Deportiu  | 38 | 26 | 17 | 4 | 5  | 141 | 69  | +72  |
|                   | 3.   | Voltregà       | 37 | 26 | 17 | 3 | 6  | 188 | 115 | +73  |
|                   | 4.   | Vilanova       | 34 | 26 | 15 | 4 | 7  | 132 | 84  | +48  |
|                   | 5.   | Arenys de Munt | 29 | 26 | 13 | 3 | 10 | 134 | 110 | +24  |
|                   | 6.   | Cibeles        | 28 | 26 | 10 | 8 | 8  | 109 | 92  | +17  |
|                   | 7.   | Sentmenat      | 28 | 26 | 12 | 4 | 10 | 124 | 128 | -4   |
|                   | 8.   | Noia           | 27 | 26 | 12 | 3 | 11 | 114 | 120 | -6   |
|                   | 9.   | Caldes         | 26 | 26 | 13 | 0 | 13 | 155 | 140 | +15  |
|                   | 10.  | Vic            | 22 | 26 | 9  | 4 | 13 | 96  | 95  | +1   |
|                   | 11.  | Montemar       | 16 | 26 | 7  | 2 | 17 | 96  | 185 | -89  |
|                   | 12.  | Vendrell       | 14 | 26 | 6  | 2 | 18 | 91  | 152 | -61  |
|                   | 13.  | Mieres         | 13 | 26 | 5  | 3 | 18 | 104 | 148 | -44  |
|                   | 14.  | Terrassa       | 10 | 26 | 4  | 2 | 20 | 89  | 210 | -121 |

Legenda:
  Vincitore della Coppa del Re 1977.
      Campione di Spagna e ammessa alla Coppa dei Campioni 1977-1978.
      Eventuali squadre ammesse alla Coppa dei Campioni 1977-1978.
      Ammessa alla Coppa delle Coppe 1977-1978.
  Partecipa ai play-out.
      Retrocesse in Primera Division 1977-1978.
Note:
Due punti a vittoria, uno a pareggio, zero a sconfitta.

## Play-out
|           | Risultati |           | Luogo e data                |
| --------- | --------- | --------- | --------------------------- |
| Montemar  | 6-5       | CP Claret | Alicante, 8 maggio 1977     |
| CP Claret | 0-0       | Montemar  | Siviglia, 22 maggio 1977    |
|           |           |           |                             |
| Calafell  | 8-1       | Vendrell  | Calafell, 8 maggio 1977     |
| Vendrell  | 6-5       | Calafell  | El Vendrell, 22 maggio 1977 |
|           |           |           |                             |